# فيديو بوكر

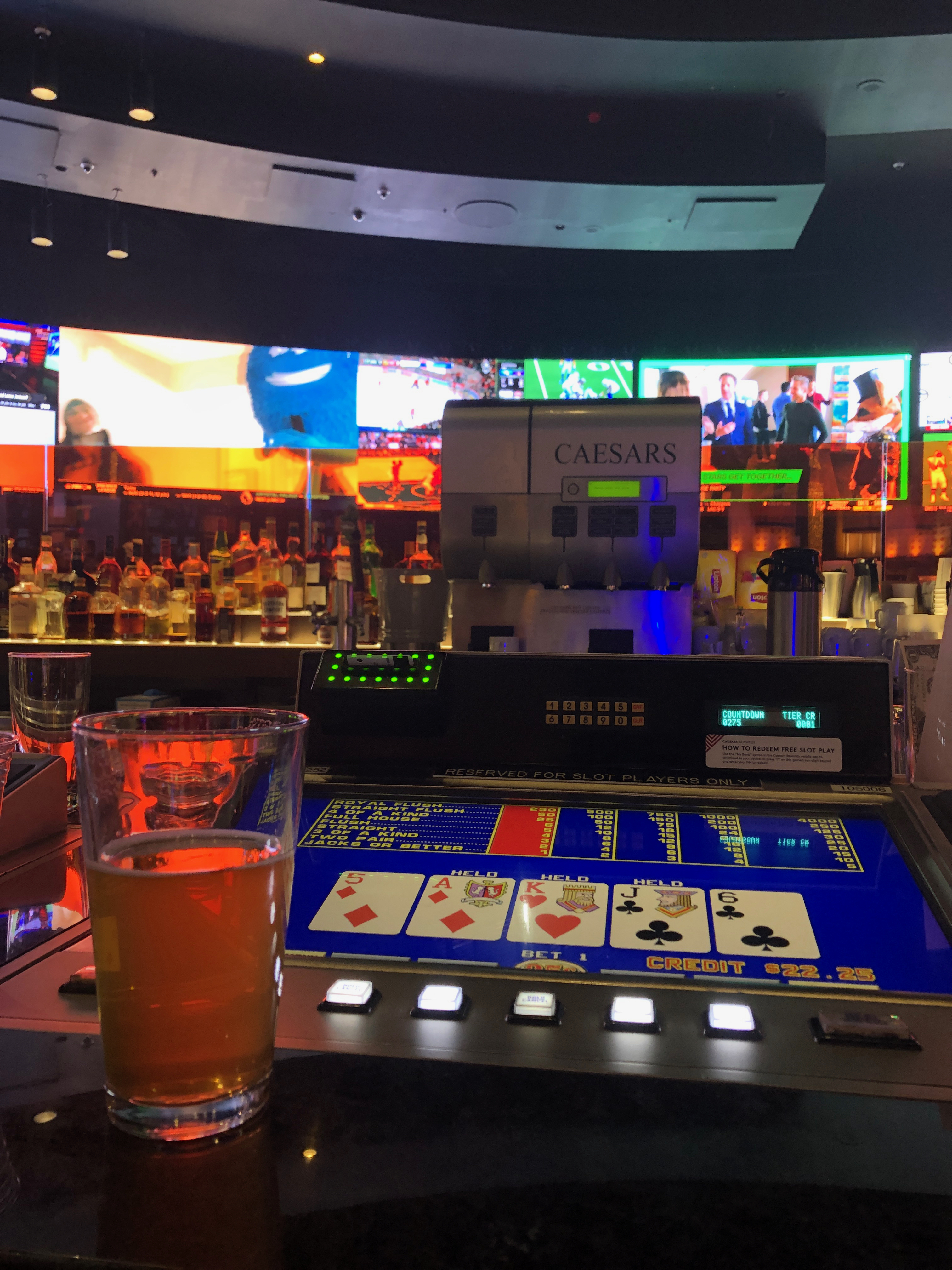
فيديو بوكر وبيرة في قسم المراهنات الرياضية في Caesars Palace

الفيديو بوكر هي لعبة كازينو يتم لعبها على ماكينة إلكترونية، وتبدأ اللعبة حينما يضع اللاعب رهانه، ثم يتم عرض خمس بطاقات على الشاشة، وإذا ظهر في هذه البطاقات نمطًا فائزًا فسوف يفوز اللاعب. وتتشابه هذه اللعبة في كثير من السمات مع العاب ماكينات القمار، ولكنها تعتمد بشكلٍ أساسي على البوكر. وقد نشأت لعبة البوكر في القرن السادس عشر في أوروبا، وهي لا تزال تحتل مكانة رائدة في الكازينوهات التقليدية وكازينوهات الإنترنت.

## التاريخ
تم إتاحة العاب الفيديو يوكر تجاريًا حينما تم الجمع بين الشاشة التلفزيونية ووحدة المُعالجة المركزية التي تقوم بالتعرف على قيمة الرهان، وإعطاء نتائج عشوائية لكل جولة. أقدم نموذج لهذه اللعبة تم تقديمه في مُنتصف سبعينيات القرن الماضي، على الرغم من أن هذه الماكينات كانت بدائية بمقاييس الوقت الحالي.
تطورت العاب الفيدية بوكر في ثمانينيات القرن الماضي لتنتشر في جميع أنحاء العالم. وتحصل على شعبية متزايدة في الكازينوهات حيث أن اللاعبين شعروا أن هذه اللعبة مُريحة أكثر من العاب الطاولة التي يسود فيها جوًا من التحدي والتحفز بين اللاعبين وبعضهم البعض. واليوم تتمتَّع لعبة الفيديو بوكر بمكانة بارزة في كل الكازينوهات. وتحظى هذه اللعبة بشعبية خاصة بين سكان لاس فيغاس وكازينوهاتهم المحلية التي غالبا ما تُقدم أفضل احتمالات الفوز والربح.
وفي الحقيقة فإن عدد قليل من الناس هم من يمتلكون مهارة حساب وحصر الاحتمالات في العاب الفيديو بوكر وتكوين الاستراتيجيات للحصول على أعلى الأرباح.

## اللعبة
بعد إدخال المال (أو تذكرة الرهان) في الجهاز، يقوم اللاعب بتحديد قيمة رهانه وعدد الدورات التي يرغب في الرهان عليها، ثم الضغط على زر "Deal". ثم يظهر للاعب 5 بطاقات (مثل لعبة البوكر 5 درو كارد) ويكون لدى اللاعب فرصة استبدال بطاقة واحدة أو أكثر والحصول على بطاقة جديدة. وإذا استطاع اللاعب أن يحصل على أحد الأنماط الفائزة فإنه يحصل على ربحٍ بناءً على قوة النمط الذي حققه. وعلى عكس العاب البوكر التقليدية، فإن اللاعب يُمكنه طلب استبدال الخمس بطاقات التي حصل عليها والحصول على بطاقات جديدة لتنمية فرصه في الفوز.
يتم تحديد الأرباح على وفقًا للكثير من العوامل مثل حجم الرهان، وترتيب النمط الذي حصل عليه اللاعب، وجدول الأرباح الخاص بالماكينة. ويحصل اللاعب على الحد الأدنى للربح إذا حصل على بطاقتيْن للجاك، ويتم ترتيب الأنماط التالية مثلما هو الحال في العاب البوكر التقليدية مثل زوجان، وثلاثة من نفس النوع، وستريت (تسلسل من 5 بطاقات ذات قيم متتالية)، وفلوش (أي 5 بطاقات من نفس المجموعة)، وفول هاوس (زوج وثلاثة بطاقات من نفس النوع)، وأربعة من نفس نوع (أربعة بطاقات من نفس القيمة)، وستريت فلوش (5 بطاقات متتالية من نفس النوع) ورويال فلوش (عشرة ، جاك ، ملكة ، ملك، وآس من نفس المجموعة).
بعض ماكينات العاب الفيديو بوكر تُقدم جوائز الجاكبوت الضخمة التي تصل إلى ملايين الدولارات وغيرها من الجوائز الكُبرى، وهو ما يدفع اللاعبين للمُراهنة بالكثير من الأموال واللعب لوقتٍ طويل أيضًا.

## التنظيم
يتم تنظيم ماكينات بوكر الفيديو في الكازينوهات في الولايات المتحدة من قبل وكالات الألعاب الحكومية أو الهندية . تتطلب هذه الوكالات عادةً أن تتعامل الماكينات مع مجموعة عشوائية من البطاقات الافتراضية لتُعطي نتائج عشوائية لا يُمكن توقعها أو التنبؤ بها. وينطبق هذا الأمر أيضًا على لجنة نيفادا للألعاب ولجان الألعاب في الولايات الأمريكية الأخرى.

## الأنواع
هناك العديد من أنواع الفيديو بوكر، وتأتي على رأسها لعبة Deuces Wild والتي تظهر فيها بطاقتي الجوكر في شكل بطاقتي Wild. وأي بطاقة Wild تظهر للاعب تمنحه ربحًا منفصلًا عن الربح الأساسي الخاص بيده. ويُمكن للاعب أن يختار أي بطاقة لتكون بمثابة بطاقة شاملة قبل توزيع توزيع الورق ويتم تعديل نسب الدفع وفقًا لذلك. وكذلك توجد لعبة (بوكر مُتعددة الأيدي) حيث يبدأ اللاعب بيد أساسية، وكل يد إضافية يتم لعبها تُسحَب من مجموعة مختلفة من البطاقات (تتوفر هذه القواعد في الإصدارات التالية "Triple Play" و "Five Play" و "Ten Play" و "Fifty Play" و "One Hundred Play").
في الألعاب التي لا تحتوي على بطاقات Wild، سيحصل اللاعب في المتوسط على يد تحتوي على نمط (4 من نفس النوع) في كل 500 مرة يُراهن عليها، وقد يُراهن اللاعب على الآلاف من الأيدي قبل أن يُحقق رويال فلوش الذي يُقدم أعلى الأرباح المُمكنة.
العاب فيديو بوكر على الإنترنت متاحة الآن في الولايات المتحدة الأمريكية بشكل قانوني في 3 ولايات وهم: نيو جيرسي، وديلاوير، ونيفادا. اللاعبين في هذه الولايات يُمكنهم اللعب بشكل قانوني شريطة شريطة التحقق من هوياتهم وأن يكونوا فوق الـ 18 عامًا.

## وصلات خارجية
- Video Poker Guides على مشروع الدليل المفتوح